# جهانگیر عسگری
جهانگیر عسگری (زاده ۱ آذر ماه ۱۳۶۵ در دره‌شهر) بازیکن سابق و مربی فوتبال اهل ایران است. 
وی سابقه بازی در تیم‌های استقلال جنوب تهران، نیروی زمینی، صبا باتری، پیکان تهران، داماش گیلان، راه‌آهن شهر ری، صنعت نفت آبادان ،پاس همدان، آلمینیوم اراک و چوکا تالش را در کارنامه دارد.
جهانگیر عسگری تنها بازیکن فوتبال شهرستان دره شهر است که در لیگ برتر ایران بازی کرده‌است، وی از همان سنین نوجوانی استعداد خود را به به رخ همه کشید و به دلیل نبود امکانات و همچنین عدم توجه و حمایت مسئولین امر استان تصمیم گرفت که با هزینه شخصی خود به تهران آمده و در تست‌های فوتبال استقلال جنوب تهران شرکت کند، جهانگیر عسگری با توجه به استعدادی که در این زمینه داشت توسط مربیان این باشگاه جذب گردید و توانست رضایت مدیران این باشگاه را به خود جلب کند
درخشش او در بازیهای استقلال جنوب تهران باعث گردید که باشگاه صبا باتری در زمان علی دایی اقدام به جذب او کند.
با توجه به زمان خدمت مقدس سربازی باشگاه نیروی زمینی وی را جذب کرد، عسگری در تیم نیروی زمینی گلهای زیبایی به ثمر رساند و گل زیبای او در روزنامه خبر ورزشی آن موقع به عنوان گل برتر هفته لیگ دسته یک انتخاب‌شد.
جهانگیر عسگری بعد از خدمت سربازی با قراردادی ۲ ساله با باشگاه پیکان قرارداد بست و بازی‌های چشم‌نواز و گل زیبایی که در بازی پیکان و پرسپولیس به ثمر رساند تحسین علی دایی سر مربی وقت پرسپولیس را برانگیخت و در زمان سرمربیگری علی دایی در تیم ملی جز نفرات ذخیره تیم ملی قرار گرفت.

تیم داماش گیلان در دربی الگیلانو ۱۳۹۰

اعتقاد ویژه علی دایی به جهانگیر عسگری باعث شد که عسگری با قراردادی دو ساله به راه‌آهن بپیوندد و در این تیم عملکرد مناسبی بر جای گذاشت که به دلیل مشکلات وقت باشگاه راه‌آهن در زمان مدیر عاملی امیر عابدینی وارد باشگاه داماش گیلان شد
جهانگیر عسگری ۲۰ گل در لیگ برتر خلیج فارس به ثمر رسانده‌است.